# BelgicaPress
BelgicaPress is een online krantenbank van de Koninklijke Bibliotheek van België (KBR). Hij bevat gedigitaliseerde historische Belgische kranten (van 1814 tot 1970). Het is een full-text databank die doorzoekbaar is op woordniveau dankzij Optical Character Recognition (OCR).
Vanwege auteursrechten is de toegang alleen vrij voor documenten die vóór 1919 zijn verschenen, alsook voor jongere documenten waarvoor de rechthebbenden toelating hebben verleend. Alle andere documenten zijn vrij te raadplegen in de gebouwen van de KBR of in instellingen voor hoger onderwijs aangesloten op Belnet. Wie een (gratis) MyKBR-account aanmaakt en verklaart dat hij of zij opzoekingen doet in het kader van wetenschappelijk onderzoek of voor illustratie bij onderwijs, kan het volledige corpus vanop gelijk welke computer raadplegen. 
Voor tijdschriften en periodieke publicaties (van 1813 tot nu) is er BelgicaPeriodicals.